# Karabin C14 Timberwolf
C14 Timberwolf – kanadyjski powtarzalny karabin wyborowy, produkowany od 2005 roku przez przedsiębiorstwo PGW Defence Industries.
Broń przeznaczona zarówno na rynek cywilny jak i wojskowy, została przyjęta na wyposażenie armii kanadyjskiej, gdzie otrzymała oznaczenie C14 Timberwolf MRSWS (Medium Range Sniper Weapon System).